# Кавала (ном)
Кавала (грец. Καβάλας) — ном в Греції, розташований в периферії Східна Македонія та Фракія. Столиця — Кавала.

## Муніципалітети
| Муніципалітет | YPES код | Місцева влада (якщо відрізняється) | Поштовий код | Тел. код |
| ------------- | -------- | ---------------------------------- | ------------ | -------- |
| Хрісуполі     | 2311     |                                    | 642 00       | 25920-2  |
| Елефтерес     | 2301     | Неа-Перамос                        | 640 07       | 25940-2  |
| Елефтеруполі  | 2302     |                                    | 641 00       | 25940-2  |
| Філіппі       | 2310     | Крінідес                           | 640 03       | 2510-51  |
| Кавала        | 2304     |                                    | 650 до 655   | 2510     |
| Керамоті      | 2305     |                                    | 640 11       | 25910-5  |
| Оріно         | 2306     | Лекані                             | 640 09       | 25910-5  |
| Орфані        | 2307     | Галіпсос                           | 640 08       | 25920-4  |
| Пангео        | 2308     | Нікісіані                          | 640 01       | 25920-6  |
| Пієрон        | 2309     | Мустені                            | 640 08       | 25920-9  |
| Тасос         | 2303     |                                    | 640 04       | 25930-2  |

| Греція | Це незавершена стаття з географії Греції. Ви можете допомогти проєкту, виправивши або дописавши її. |